# رزيق البهنساوي
رزيق البهنساوي (14 ديسمبر 1949 - 24 سبتمبر 2003) مخرج مسرحي مصري.

## حياته ونشأته
مواليد محافظة بني سويف في 14 ديسمبر 1949، تخرج من المعهد العالي للفنون المسرحية، عمل لفترة كمساعد مخرج للفنان السيد راضي، قبل أن يقوم بإخراج أولى مسرحياته (منور يا باشا) عام 1983، شارك أيضاً بالتمثيل في العديد من الأعمال كان أولها مسرحية (الدنيا مزيكا) عام 1975.
توفي في 24 سبتمبر 2003 ورصيده الفني تأليف مسرحية كوميدية واحدة «لعب عيال أوي»، وتمثيل 11 عمل وإخراج 19 مسرحية.

## قائمة أعماله في التمثيل
قاضي القضاة (سهرة تلفزيونية) - النسر الأحمر (مسرحية) - الدنيا مزيكا (مسرحية 1975) - الجحيم (فيلم 1980) - أمهات في المنفى (فيلم 1981) - الحدق يفهم (فيلم 1986) - الإرهاب (فيلم 1989) - شبكة الموت (فيلم 1990) - عصر القوة (فيلم 1991) - امن دولة (فيلم 1999) - وحلقت الطيور نحو الشرق (مسلسل 2002).

## قائمة أعماله في الإخراج المسرحي
ليلة زواج فضة - لعب عيال أوي - صحتك بالدنيا - شفت اللي حصل - زوج على نار هادئة - النسانيس - اللي عايزني يجيني - العلوج وصلوا - استاكوزا - ليلة من ألف ليلة (1977) - الدخول بالملابس الرسمية (1979) - دلوعة يا بيه (1986) - ليلة مجنونه جداً (1987) - عصفور ودبور (1989) - حلأ حوش (1990) - اخطف واجري (1990) - منور يا باشا (1993) - حظ نواعم (1995) - زمبليطه في المحطة (1996) - الصقر الجرئ (2001).

## وصلات خارجية
- رزيق البهنساوي على موقع IMDb (الإنجليزية)
- رزيق البهنساوي على موقع الدهليز
- رزيق البهنساوي على موقع قاعدة بيانات الأفلام العربية
- رزيق البهنساوي على الدهليز
- رزيق البهنساوي على كاروهات